# شعبان عبد الرحيم
شعبان عبد الرحيم (15 مارس 1957- 3 ديسمبر 2019)، مطرب شعبي مصري من مواليد القاهرة، من أشهر أغانيه «أنا بكره إسرائيل» التي كانت سبباً في شهرته.

## الولادة والنشأة
ولد في حي الشرابية في القاهرة باسم «قاسم» ولكن اختار اسم «شعبان» بالوسط الفني وحتى حياته الشخصية نسبة إلى ولادته في شهر شعبان. ومن أشهر أغانيه «أنا بكره إسرائيل» التي استوحاها شعبان من أحداث الانتفاضة الفلسطينية، عام 2000، والتي أثارت ردود فعل كبيرة محليا وعربيا، وقد اتهمت شبكة سي إن إن الإخبارية الأمريكية عبد الرحيم بالتحريض على مناهضة التطبيع مع إسرائيل، في حين اعتبرها كثيرون على الجانب الآخر، تعبيرا عن نبض الشارع المصري والعربي ونقلت وكالة أسوشيتد برس عن كينيث باندلر المتحدث باسم اللجنة اليهودية الأمريكية قوله إن هو «راع للكراهية».
كان شعبان عبد الرحيم يعمل في كي الملابس ويغني لأهله وأصدقائه في الأفراح والأعياد والمناسبات قبل أن يسمعه صاحب أحد محلات بيع الكاسيت، وينتج له شريطا مقابل مائة جنيه، فكاد شعبان يطير فرحا دون أن يدرك أنهم يستغلونه ويبيعون أشرطته بعشرات الآلاف، إلى أن اشتهر شريطه «أحمد حلمي اتجوز عايدة.. كتب الكتاب الشيخ رمضان». وهي أسماء لمواقف للحافلات في القاهرة. وقد ذاع شريط شعبان عبد الرحيم «ها بطل السجاير»، ولكن الاهتمام الإعلامي الحقيقي به بدأ مع أغنية «أنا بكره إسرائيل»، فكثيرون تغنوا بالقدس، ولكن لم يجرؤ مطرب على التعرض لـ«إسرائيل» بهذه المباشرة.
ومعروف عن شعبان عبد الرحيم أنه لا يهتم بمظهره لأنه يرى أنه «رجل، والرجل لا يعيبه شكله» لكن أغلب المثقفين والنقاد ينتقدونه باعتبار أنه يهبط بالذوق العام. وقام شعبان عبد الرحيم ببطولة فيلم فلاح في الكونجرس، وشاركه في التمثيل عبير صبري، ونشوى مصطفى، وعلاء مرسي، ثم قام بالتمثيل في فيلم "مواطن ومخبر وحرامي"، وشاركه التمثيل صلاح عبد الله، وخالد أبو النجا، وهند صبري.

## آخر حفلة له
آخر حفل له كان في المملكة العربية السعودية في موسم الرياض، الذي غنى، وهو جالس على كرسي متحرك وكان سعيداً لمشاركته في موسم الرياض، لذلك وافق على الظهور بكرسي متحرك. وكانت هذه التصريحات هي آخر ما صرح به المطرب الشعبي قبل وفاته.

## من أشهر أغانيه
- مواطن ومخبر وحرامي
- أنا بكره إسرائيل
- هبطل السجاير
- متخافش من الحكومة
- شعبان يتحدى جاكسون

## الألبومات[7]
- شعبانيات عدد الأغاني 7 الإصدار 2004م
- شعبانيات 2 عدد الأغاني 17 الإصدار 2005م
- ما بخفش عدد الأغاني 18 الإصدار 2000م
- اللي بيخاف يطلع برة عدد الأغاني 10
- اللي خايف يروح عدد الأغاني 10 الإصدار 1998م
- تفانين عدد الأغاني 19 الإصدار 1999م
- مواطن ومخبر وحرامي عدد الأغاني 21 الإصدار 2001م
- ما بحبش المشاكل عدد الأغاني 15 الإصدار 2002م
- ما بتهددش عدد الأغاني 19 الإصدار 2003م
- ما تخفش م الحكومة عدد الأغاني 20 الإصدار 2006
- شعبان عبد الرحيم شعبان يتحدى مايكل جاكسون عدد الأغاني 27 الإصدار 2008م
- يا قلبي إبكي عدد الأغاني 18 الإصدار 2009م

## أعماله

### أفلام
| - افندينا:2019 - أمان يا صاحبي:2017 - توتي فروتي:2017-بنفسه - حسن دليفري:2016-مطرب | - طرب شعبى:2011-بنفسه - أشرف حرامي:2008-اللواء حسين أبو النور - طاطا نام طاطا قام:2007 - فلاح في الكونجرس:2002-سعداوي | - رشة جريئة:2001-شخصية الحقيقة - عفاريت الأسفلت:1996-مطرب - توتي فروتي:0-شعبان عبد الرحيم - مواطن و مخبر و حرامي:2001-شريف المرجوشي الحرامي وتلحين وغناء |

| \| - صد رد: 2016-ضيف شرف - صايعين ضايعين:2011 - بيت العيلة(ج2):2010-ضيف شرف - زيزو 900:2009 - نسمة ونصيب:2009 - صبيان وبنات:2009-تمثيل وغناء \| - راسين في الحلال:2008 - شريف ونص (ج1):2008 - تامر وشوقية(ج2):2007 - توتو وبيجامة:2006 - اللي اختشوا ماتو:2006 - عبد الحميد أكاديمي:2005-مطرب \| - طاش ما طاش 12:2004 - قط وفار فايف ستار:2000 - أحلام مؤجلة:1999 - خيانة:1999-مغني الكباريه - سامحوني ماكنش قصدي:1999 - شربات:2002-مؤلف \| | - ليلة زفاف المرحوم:2019 - سيبوني أغني:2017 - مسافرة وجت على غفلة:2015 - حبيبي المضروب:2013 - مرسي عاوز كرسي:2008 - عفاريت مراتي:2007 - حلو وكداب:2001 - دو ري مي فاصوليا:2001 - حلو وكذاب: | |
| - صد رد: 2016-ضيف شرف - صايعين ضايعين:2011 - بيت العيلة(ج2):2010-ضيف شرف - زيزو 900:2009 - نسمة ونصيب:2009 - صبيان وبنات:2009-تمثيل وغناء | - راسين في الحلال:2008 - شريف ونص (ج1):2008 - تامر وشوقية(ج2):2007 - توتو وبيجامة:2006 - اللي اختشوا ماتو:2006 - عبد الحميد أكاديمي:2005-مطرب                                               | - طاش ما طاش 12:2004 - قط وفار فايف ستار:2000 - أحلام مؤجلة:1999 - خيانة:1999-مغني الكباريه - سامحوني ماكنش قصدي:1999 - شربات:2002-مؤلف |

### ضيف برامج
| - لهون وبس:2015 - سر حليمة:2015 - 100 ريختر:2015 - أحلى مسا:2014 - لعنة الفرحنا:2014 | - حيلهم بينهم الصلح خير:2012 - حليمة بارك:2011 - ماكنش يومك:2011 - رامز قلب الأسد:2011 - هكشن:2011 | - فاصل ونعود مع داوود:2010 - حيلهم بينهم كمان وكمان:2010 - بدون رقابة:2009 - الشقة:2007 - حيلهم بينهم:2007 | - فرصة سعيدة:2004 - صادوه 2 (ج2):2003 - حوار صريح جدًا:1990 - لا تفهمونا غلط:0 |

## وفاته
لفظ الفنان المصري أنفاسه الأخيرة صباح يوم الثلاثاء 3 ديسمبر في مستشفى المعادي العسكري حيث تدهورت صحته فجأة، وتم إدخاله غرفة الإنعاش لإسعافه إلا أن حالته تدهورت سريعا وتوقفت عضلة القلب وتوفي في نفس المستشفى.

## روابط خارجية
- شعبان عبد الرحيم على موقع IMDb (الإنجليزية)
- شعبان عبد الرحيم على موقع ميوزك برينز (الإنجليزية)